# Kerkau
Kerkau este o comună din landul Saxonia-Anhalt, Germania.